# Georges Guynemer
Georges Marie Ludovic Jules Guynemer, francoski častnik, vojaški pilot in letalski as, * 24. december 1894, † 11. september 1917.
Guynemer je med prvo svetovno vojno dosegel 53 zračnih zmag.